# Bergkirche (Osthofen)

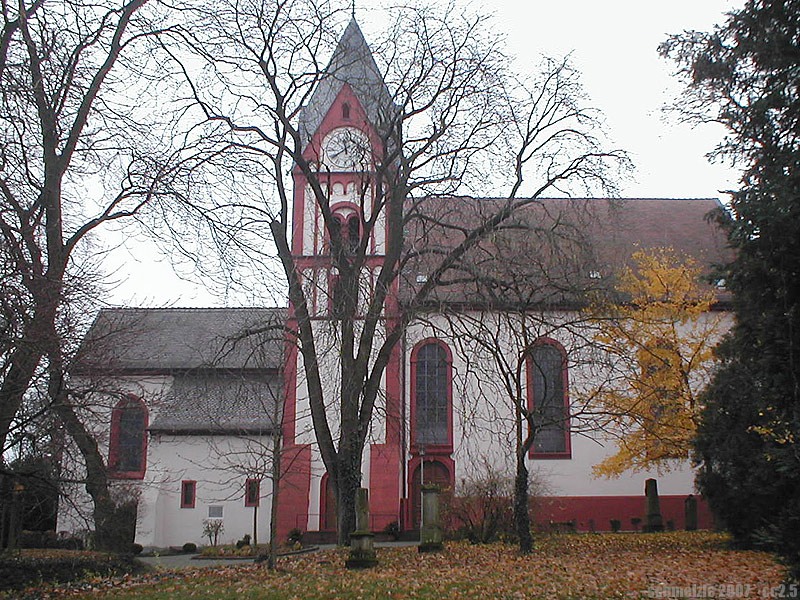
Bergkirche Osthofen (Nordansicht)

Die Bergkirche in der rheinland-pfälzischen Stadt Osthofen geht auf eine fränkisch-merowingische Remigius-Kapelle zurück. Die im Kern romanische Kirche wird heute von der evangelischen Kirchengemeinde genutzt und steht unter Denkmalschutz.

## Geschichte
Auf dem Goldberg südwestlich der Stadt entstand in der Merowingerzeit eine dem Remigius von Reims geweihte Kapelle. In ihrem Umfeld wurde ein fränkisches Gräberfeld nachgewiesen. Aus der Kapelle und einem benachbarten Gutshof entwickelte sich gegen Ende des ersten Jahrtausends eine Burganlage, die von den Vögten für Osthofen genutzt wurde. 1241 wurde diese Befestigung nach einer Auseinandersetzung zwischen der Stadt Worms, unterstützt vom Wormser Bischof Landolf von Hoheneck, und den Osthofener Bürgern auf Verlangen der Wormser abgebrochen, die Kirche blieb aber erhalten.
Vom frühromanischen Kirchenbau des 11. Jahrhunderts finden sich nur wenige Reste, unter anderem das Untergeschoss des Glockenturms. Langhaus, Chor und das zweite Turmgeschoss entstanden in der ersten Hälfte des 12. Jahrhunderts im Stil der Wormser Bauschule neu. Um 1230 wurde südlich des Chores die frühgotische Katharinenkapelle angebaut, um 1505 entstand auf der Nordseite eine spätgotische Sakristei.
Im Dreißigjährigen Krieg brannte die Kirche 1621 aus, anschließend wurde sie nur notdürftig wiederhergestellt. 1706 wurde sie in der Pfälzischen Kirchenteilung den Reformierten zugesprochen, aber zunächst als Simultankirche genutzt. Zugleich blieb aber die Baulast beim katholischen Wormser Domstift, das Investitionen in eine reformierte Kirche ablehnte. Wegen dieser Vernachlässigung stürzte das Langhaus an Christi Himmelfahrt 1729 ein. Erst 1744 konnte nach längeren Rechtsstreitigkeiten ein Wiederaufbau begonnen werden, zu dessen Finanzierung Kurfürst Karl Theodor als Landesherr das Wormser Domstift verpflichtete.
Der Neubau des Langhauses wurde 1745 eingeweiht, Teile der Kirchenausstattung wie die Kanzel, die Orgel oder die Emporen wurden aber erst bis 1780 fertiggestellt. Zwei Drittel der Bau- und Unterhaltskosten für das Langhaus musste bis zur französischen Besetzung des Rheinlands 1798 das Wormser Domstift tragen, ein Drittel die Kurpfalz, während der Turm einschließlich der Glocken bis 1909 der bürgerlichen Gemeinde gehörte.
Mit der rheinhessischen Kirchenunion 1822 schlossen sich die reformierte und die lutherische Gemeinde auch in Osthofen zusammen. Seitdem besitzt die evangelische Gemeinde, die zum Dekanat Worms-Wonnegau in der Propstei Rheinhessen-Nassauer Land der Evangelischen Kirche in Hessen und Nassau gehört, zwei Kirchen, neben der reformierten Bergkirche oberhalb der Stadt noch die lutherische Kleine Kirche im Stadtkern.

## Baubeschreibung
An das einschiffige barocke Langhaus, in dessen Nordostecke der romanische Turm eingeschoben ist, schließt ein rechtwinklig geschlossener, zweijochiger gotischer Chor an. Nördlich des Chores ist an den Chor die spätgotische Sakristei angebaut, südlich die ehemalige Katharinenkapelle. Belichtet wird das Langhaus durch acht schlichte Rundbogenfenster, je drei in der Nord- und Südwand, die restlichen zwei fassen die ebenfalls rundbogige Eingangstür auf der Westseite ein. Ein zweiter barocker Zugang befindet sich auf der Nordseite neben dem Turmsockel. Aus der Nordseite des Chores befindet sich ein vermauertes Renaissance-Portal, das wahrscheinlich während der Nutzung als Simultankirche eingebaut wurde. An den Innenwänden des Chores und in der Katharinenkapelle finden sich mehrere gotische Fresken, die bei den Restaurierungen im 20. Jahrhundert freigelegt wurden.
Im Umfeld der Kirche stehen mehrere klassizistische Grabmäler. Auf dem angrenzenden alten Friedhof aus dem 19. Jahrhundert finden sich gründerzeitliche Grabmäler und ein gusseisernes neugotisches Grabmal.

## Ausstattung

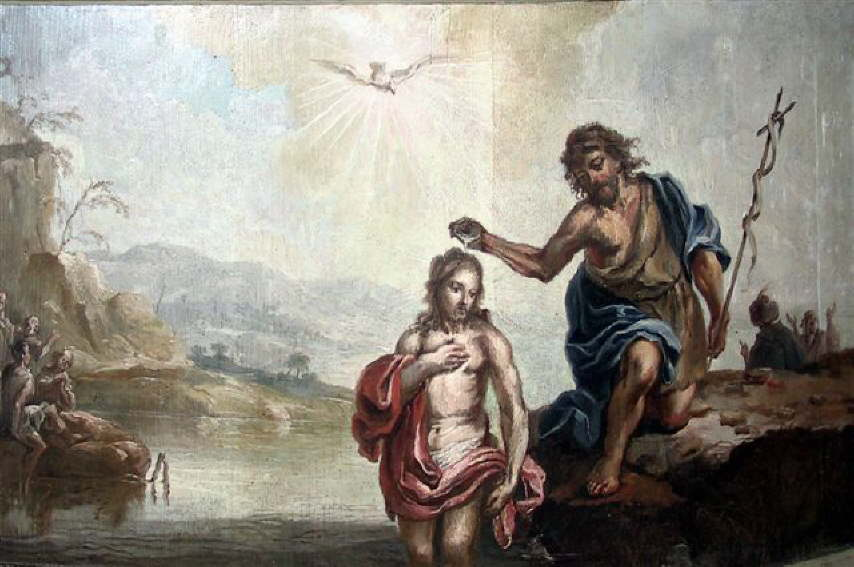
Johann Conrad Seekatz: Taufe Christi (1747; Brüstung der Westempore)

Die Ausstattung der Kirche stammt in wesentlichen Teilen aus der zweiten Hälfte des 18. Jahrhunderts. Die Kanzel wurde 1747 vom Osthofener Schreinermeister Johann Georg Wahl gebaut. Von der Stumm-Orgel von 1755 hat sich nur der Prospekt erhalten, das Werk wurde 1903 von der Giengener Orgelmanufaktur Gebr. Link neu gebaut. Die Bilder in der Brüstung der Westempore malte Johann Conrad Seekatz 1747, die Brüstungsbilder der 1780 eingebauten Nordempore stammen von Wormser Maler Jung.
Das Altarkreuz wurde 1964 von Hermann Tomada gefertigt. Auch die drei Chorfenster von Erhart Klonk wurden 1964 eingebaut.